# Kanigoro (Sapto Sari)
Kanigoro is een bestuurslaag in het regentschap Gunung Kidul van de provincie Jogjakarta, Indonesië. Kanigoro telt 5817 inwoners (volkstelling 2010).